# Nephelomys auriventer
Nephelomys auriventer és una espècie de mamífer rosegador de la família dels cricètids. Viu a altituds d'entre 1.140 i 1.660 msnm a l'Equador i el Perú. Els seus hàbitats naturals són els boscos primaris, els boscos secundaris, els camps de conreu i la vegetació subtropical. Es desconeix si hi ha cap amenaça significativa per a la supervivència d'aquesta espècie.